# Olga Syahputra
Yoga Syahputra (également connu sous le nom de Olga Syahputra) ; né le 8 février 1983 et mort le 27 mars 2015, est un acteur, humoriste et animateur indonésien.

## Carrière
Syahputra est né à Jakarta, en Indonésie. Il est l'aîné de sept frères et sœurs, dont les parents sont Nur et Nurhida Rachman. Tout jeune, il ne demandait que des photos et autographes de vedettes qu'il adorait. La chance tourne lorsqu'il obtient un rôle dans le film  Lenong Bocah. Cependant, il se devait de suivre des cours à Padang. Ne possédant pas d'argent, Olga est contraint de vendre son réfrigérateur pour payer ses cours. Un ami d'Olga, Bertrand Antolin, se propose de lui acheter un nouveau réfrigérateur. Olga fut également l'assistant de la chanteuse Rita Sugiarto. Plus tard, ses efforts portent leurs fruits lorsqu'il obtient un rôle dans Kawin Gantung et Si Yoyo. Il devient ancien animateur dans Ngidam sur la chaîne télévisée SCTV en compagnie de Jeremy Thomas. Olga a également joué dans Jangan Cium Gue suivi de Extravaganza ABG en 2005. À cette épriode, le nom d'Olga se popularise en Indonésie. En 2007, il apparaît avec Indra Bekti et Indy Barends aux Ceriwis Awards sur Trans TV. En 2008, Olga devient présentateur TV dans Dahsyat sur RCTI et YKS. Jusqu'en mars 2011, il est accompagné de Jessica Iskandar. Des rumeurs disaient que Olga devrait épouser Jessica.
Olga est récompensé en tant que « présentateur préféré d'émission de variété/musicale » et « comédien le plus apprécié » aux Panasonic Awards 2009 et aux Panasonic Awards 2010 diffusées sur RCTI, MNCTV et Global TV. En plus de son rôle de présentateur, il a également joué dans Skandal Cinta Babi Ngepet et Mau Lagi. Il a également composé deux chansons intitulées Hancur Hatiku et Jangan Ganggu Aku Lagi enregistrées au label Nagaswara.
Il est décédé d'une méningite le 27 mars 2015, à Singapour.

### Cinéma
- Tina Toon dan Lenong Bocah The Movie (2004)
- Susahnya Jadi Perawan (2008)
- Mau Lagi? (2008)
- Basahhh... (2008)
- Cintaku Selamanya (2008)
- Mas Suka, Masukin Aja-Besar Kecil I'ts Okay (2008)
- Pacar Hantu Perawan (2011)
- Kung Fu Pocong Perawan (2012)
- Taman Lawang (2013)

### Télévision
- Senandung Masa Puber
- Kawin Gantung
- Si Yoyo
- Doo Be Doo
- Tarzan Cilik
- Mr. Olga